# Julio González
Julio González Pellicer (en catalán Juli Gonzalez i Pellicer) (Barcelona, 1876-Arcueil, 1942) fue un escultor español.

## Biografía
De orígenes castellanos por línea paterna, fue hijo de Concordio González y de Pilar Pellicer. Su abuelo se trasladó a Barcelona para trabajar en un taller familiar de forja y orfebrería con la firma «González e hijos».
Fue uno de los artistas modernos más importantes de la primera mitad del siglo XX. Nacido en Barcelona, una gran parte de su vida transcurrió en París, como contemporáneo y amigo de Pablo Picasso. Sus innovadoras esculturas con inclinaciones cubistas en su mayor parte son referencias a la figura humana, aunque frecuentemente son abstractas. Es uno de los grandes escultores europeos del siglo XX. Dedicó su trabajo, sobre todo, a la escultura en hierro, a menudo de grandes proporciones. 
Su obra se encuentra en diferentes museos, como el Museu Nacional d'Art de Catalunya de Barcelona, el Museo Nacional Centro de Arte Reina Sofía de Madrid, el Centro Georges Pompidou de París o el IVAM (Instituto Valenciano de Arte Moderno de Valencia), que ha dedicado un espacio específico, el Centro Julio González, al escultor catalán a partir de la donación de sus obras efectuada por sus herederas Carmen Martínez y Viviane Grimminger.

## Galería

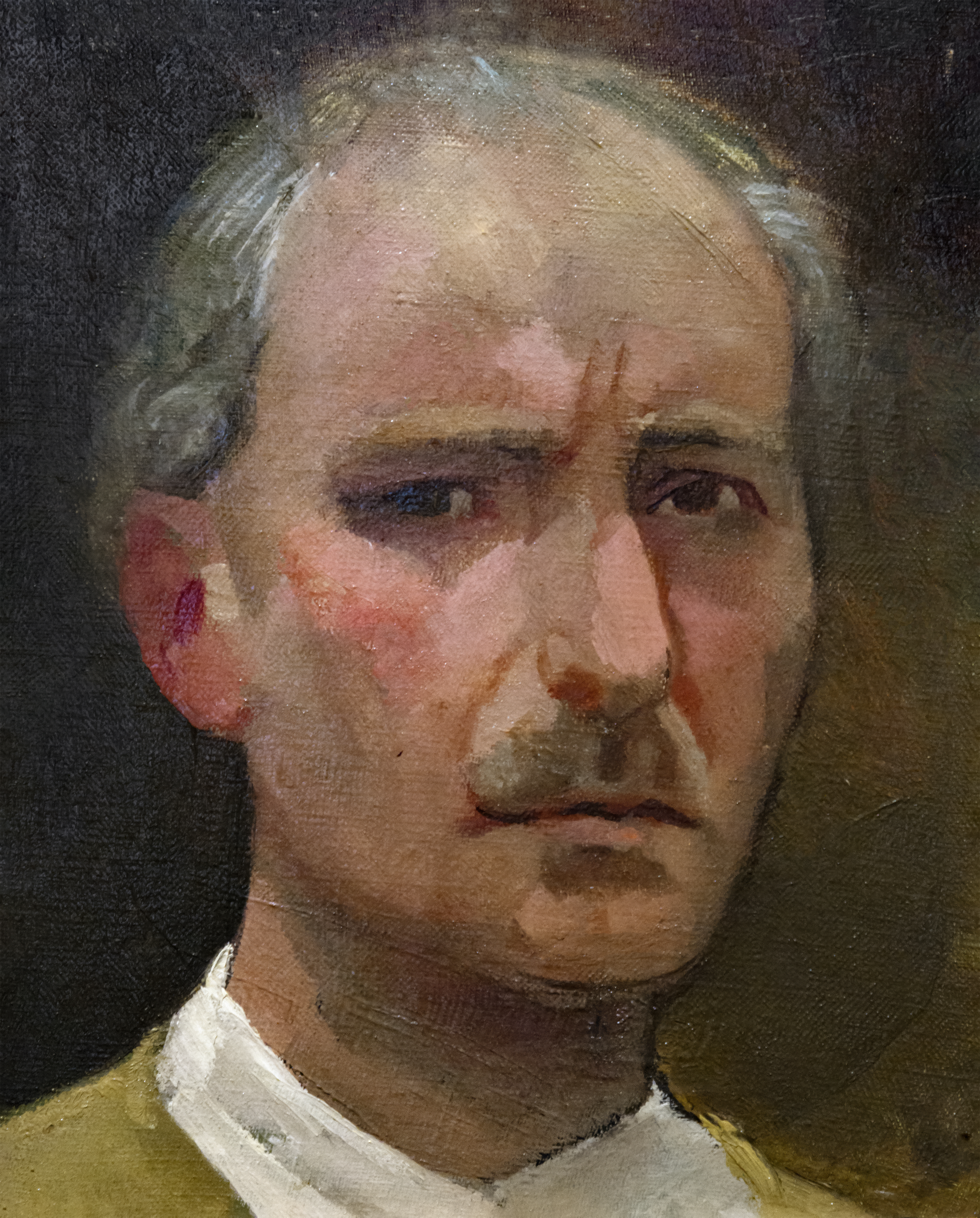
Auto retrato - Museo Nacional de Arte de Cataluña
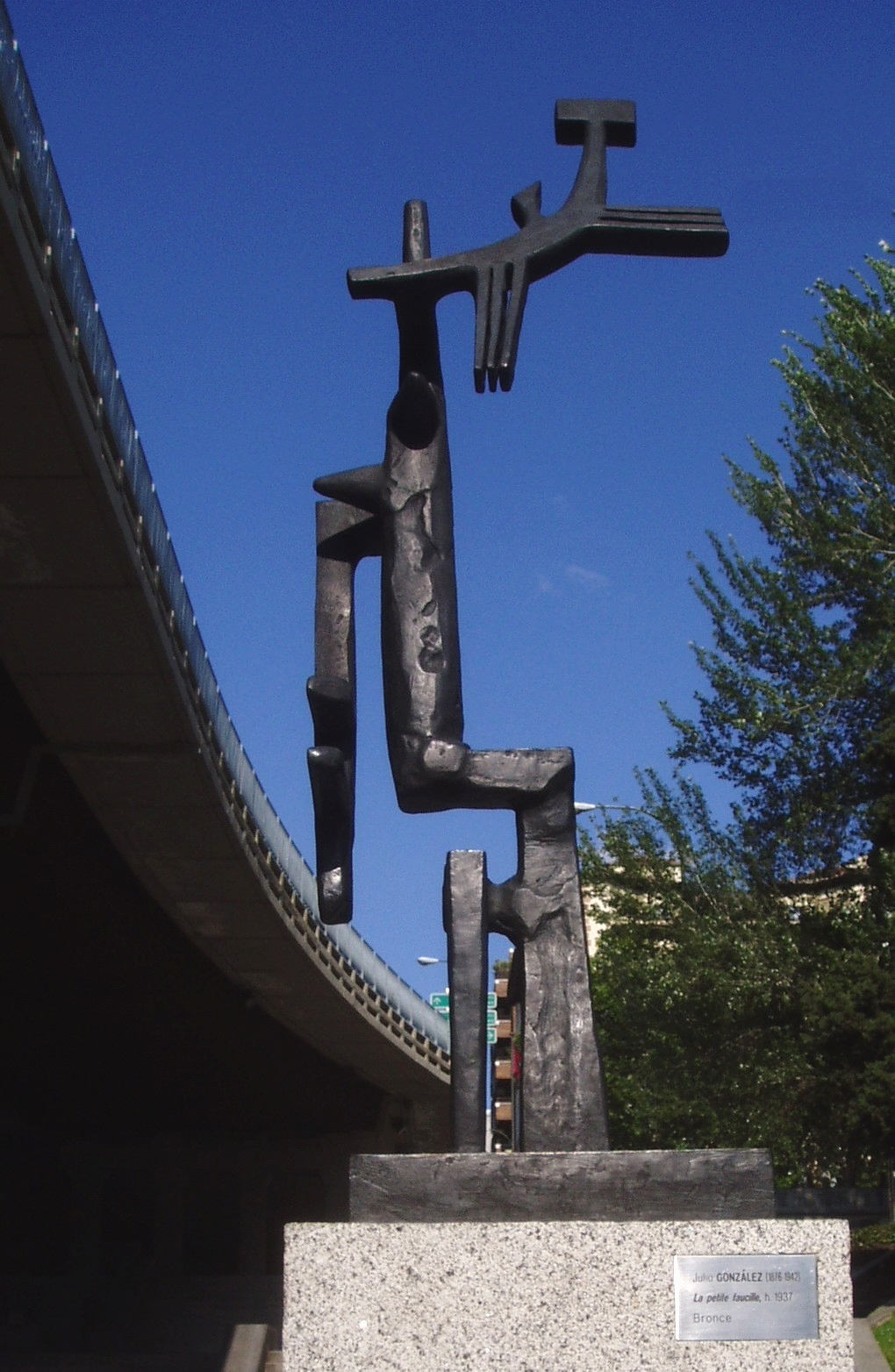
La petite faucille, de Julio González, en el Museo al Aire Libre de la Castellana (Madrid).
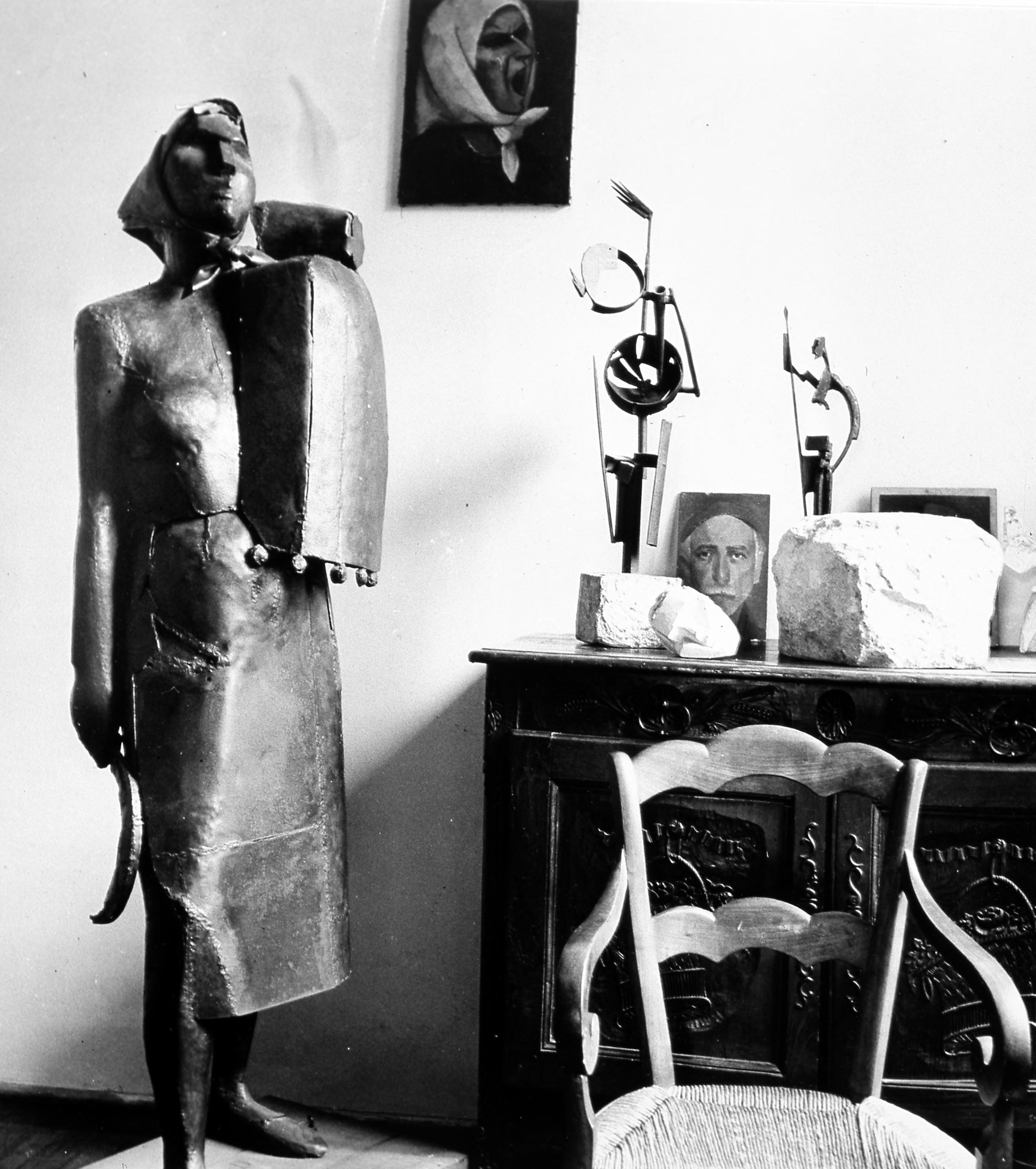
Taller